# Schlacht bei Benevent
Die Schlacht bei Benevent fand am 26. Februar 1266 in der Nähe von Benevento in Süditalien zwischen den Truppen Karls von Anjou und Manfreds von Sizilien statt. Manfreds Niederlage und Tod führte zur Eroberung des Königreichs Sizilien durch Karl.

## Hintergrund
Das Papsttum lag seit langem wegen der Machtverhältnisse in Italien im Streit mit der Kaiserdynastie der Staufer. Im Jahr 1266 wurde das Königreich Sizilien einschließlich Teilen Süditaliens vom Staufer Manfred, einem unehelichen Sohn des 1250 verstorbenen Kaisers Friedrich II. regiert. Der rechtmäßige Thronerbe, Friedrichs legitimer Enkel Konradin, hielt sich nördlich der Alpen in Bayern auf, und Manfred hatte, als die (falsche) Nachricht kam, Konradin sei dort gestorben, 1258 den Thron bestiegen. Papst Urban IV. entschied, ihm das Königreich zu entziehen (Sizilien war päpstliches Lehen), und schloss 1263 einen Geheimvertrag mit Karl von Anjou, durch den diesem Sizilien zugesprochen wurde.

## Vorgeschichte
Karl (der Bruder Ludwigs IX., des Königs von Frankreich) erreichte Rom 1265, wo er aufgrund finanzieller Schwierigkeiten aufgehalten wurde. Manfred zog auch erst im Januar 1266 ins Feld, als Karls Hauptarmee bereits die Alpen überquert hatte. Durch Fahnenflucht in seinen Truppen alarmiert und weiteren Verrat fürchtend, versuchte Manfred, Karl so schnell wie möglich zur Entscheidungsschlacht zu zwingen. Karl versuchte, durch eine riskante Überquerung des Apennin Manfreds Stellung zu erschüttern, die aber nur seine Nachschublinien zerstörte. Manfred hatte jedoch von Karls Manövern erfahren und sich in einer starken Position an einer Brücke am Fluss Calore verschanzt, der nur an dieser Stelle überquert werden konnte.
Karl hatte seine Kavallerie in drei Linien aufgestellt. Die Infanterie und der erste Teil der Kavallerie, 900 Provenzalen, zogen unter dem Kommando von Guido von Mirepoix und Philipp von Montfort, Herr von Castres, vorne weg; dahinter kamen 400 Italiener, 1.000 Männer aus dem Languedoc und Zentralfrankreich unter Karls Kommando; hinten schließlich standen 700 Reiter aus Nordfrankreich und Flandern unter dem Befehl von Gilles de Trazegnies, Connétable von Frankreich, und Robert III. von Flandern.
Manfred hatte ähnliche Vorkehrungen getroffen. Seine sarazenischen Bogenschützen lagen an der Front, dahinter 1.200 deutsche Söldner in Plattenröcken (eine Neuheit zu der Zeit), die von Giordano Lancia und Galvano von Anglona kommandiert wurden. Die zweite Linie bestand aus etwa 1.000 italienischen Söldnern und 300 sarazenischen leichten Reitern unter dem Befehl seines Onkels Galvano Lancia. Die dritte Linie, 1.400 Soldaten, waren die Barone des Königreichs unter Manfreds persönlichem Oberbefehl.

## Die Schlacht
Über den Verlauf der Schlacht liegen keine gesicherten Erkenntnisse vor. Volkstümlich hat sich folgende Erzählung erhalten: 
Die Schlacht begann am Morgen, als Manfred seine Sarazenen (Bogenschützen und einige leichte Reiter) über die Brücke vorrücken ließ. Sie verjagten Karls Infanterie, wurden aber selbst von dessen erster Linie in die Flucht geschlagen. Voreilig (ob aus eigener Initiative oder auf Manfreds Befehl hin, ist nicht bekannt) überquerte Manfreds erste Linie die Brücke zum Gegenschlag. Anfangs schienen die deutschen Söldner nicht aufzuhalten zu sein, alle Angriffe prallten an ihren Metallplatten ab, so dass Karl gezwungen war, seine zweite Linie in die Schlacht zu schicken. Die deutschen Söldner setzen ihren Vormarsch fort, bis die Franzosen entdeckten, dass die Rüstung der Deutschen die Achselhöhlen nicht schützen konnten, wenn der Arm zum Schlag erhoben wurde. Aufgrund dieses Wissens konnten die Deutschen geschlagen werden. 
Die Schlacht wendete sich nun schnell gegen Manfred. Seine Truppen waren gezwungen, die Brücke zu überqueren, um aufs Schlachtfeld zu gelangen. Als seine zweite Linie auf die andere Seite des Flusses gelangt war, ließ Karl sie durch seine dritte Linie von den Flanken her angreifen, wodurch sie schnell vernichtet wurde. Angesichts der Niederlage der italienischen Söldner desertierten die meisten sizilianischen Adligen in Manfreds dritter Linie. Nachdem er seinen königlichen Wappenrock mit seinem Freund Tebaldo Annibaldi getauscht hatte, warfen sich Manfred und die ihm verbliebenen Gefolgsleute in die Schlacht und wurden bald getötet.

## Nachwirkung
Mit der Zerstörung von Manfreds Armee brach die Herrschaft der Staufer in Italien zusammen. Das Königreich Sizilien wurde fast ohne Widerstand erobert, so dass Karl bald fest im Sattel saß und die Ankunft Konradins in Ruhe abwarten konnte, den er 1268 in der Schlacht bei Tagliacozzo besiegte.

## Quelle
- Guillaume de Nangis, Gesta Sancti Ludovici, hrsg. von M. Daunou im Recueil des Historiens des Gaules et de la France (RHGF), Bd. XX (Paris, 1840), S. 422–427